# Asclepias verticillata
Asclepias verticillata o "whorled milkweed" es una especie de planta medicinal perteneciente a la familia de las apocináceas.

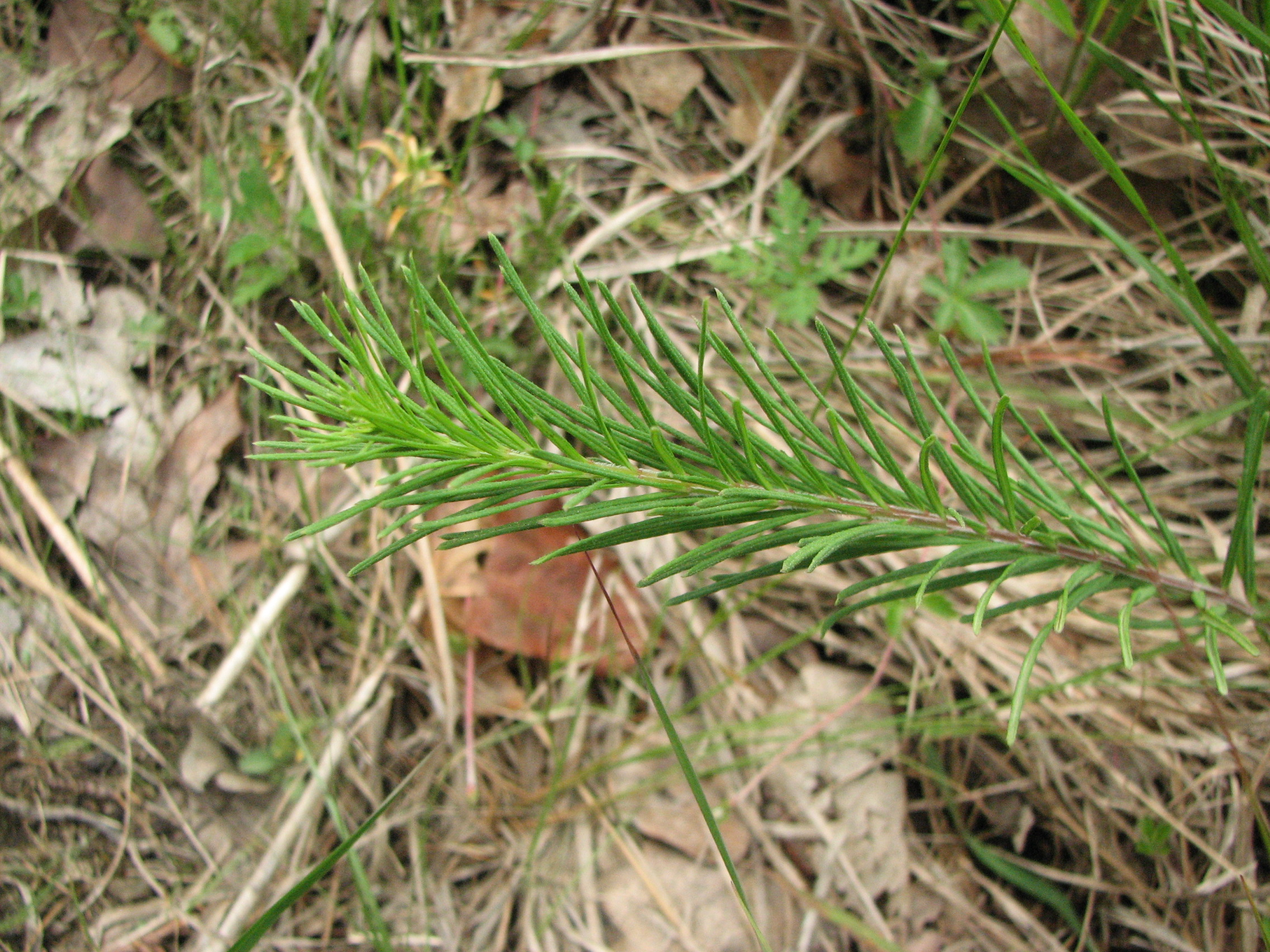
Detalle de las hojas

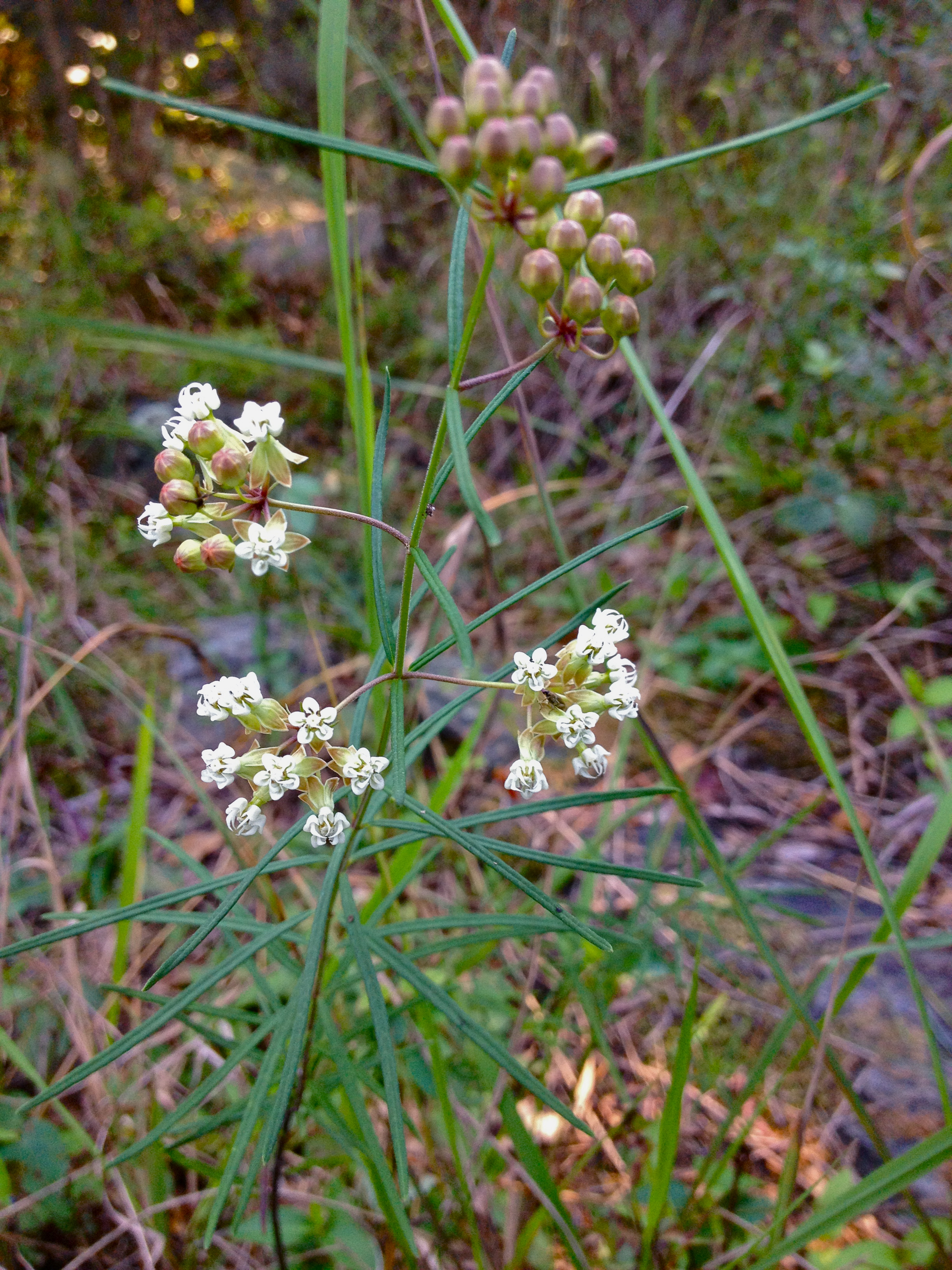
Vista de la planta

## Descripción
Planta con látex blanco y un rizoma fibroso. Tallos de 20-60 (-90) cm de largo, ocasionalmente pocos-ramificadas hacia la punta y con ramillas axilares con pares o grupos de hojas ausentes o raras, erecto en su mayoría o ascendente, escasamente corto peludo en líneas longitudinales, con numerosos nodos. Las hojas, todas o casi todas en verticilos de 3-6, sésiles. Láminas de las hojas de 2-8 cm de largo, 0.5-2.5 mm de ancho, lineal, la base estrechada o cónica, la punta estrechada o cónica a un punto agudo, los márgenes doblada debajo, glabra o escasamente pilosas y minuciosamente. Las inflorescencias (1) 2-10 en las axilas de las hojas, la mayoría de tallo corto, con 6-20 flores.  Frutas de 7-10 cm de largo, erectas o ascendentes a partir de tallos erectos a deflexos, angostamente elípticas lanceoladas, la superficie lisa, glabras o pilosas. Las semillas de 5-6 mm de largo, los márgenes con amplias alas, y penacho terminal de pelos blancos. Tiene un número de cromosomas de 2 n = 22.

## Distribución
Su área de distribución incluye la mayor parte del este y partes del oeste de América del Norte.

## Propiedades
Los indígenas de América del Norte usan la especie A. verticillata,  en los Estados del Sur como un remedio para las mordeduras de serpientes y las picaduras de insectos venenosos. Doce onzas de líquido de una decocción saturada se dice que puede provocar un efecto calmante y sudorífico, seguido por el sueño apacible.
Esta planta es también citada como una planta venenosa para el ganado, pero rara vez es consumido por ellos porque es muy desagradable. Alcanza un metro de altura.

## Taxonomía
Asclepias verticillata fue descrita por  Carlos Linneo  y publicado en Species Plantarum 1: 217. 1753.
Etimología
Asclepias: nombre genérico que Carlos Linneo nombró en honor de Esculapio (dios griego de la medicina), por las muchas aplicaciones medicinales que tiene la planta.
verticillata: epíteto latino que significa "con verticilos".
Sinonimia
- Asclepias galioides Kunth
- Asclepias linifolia Kunth
- Asclepias parviflora Leconte ex Decne.
- Asclepias verticillata var. galioides (Kunth) Decne.
- Asclepias verticillata var. linifolia (Kunth) Decne.[8]